# أوسينا أليدو
أوسينا أليدو (بالإنجليزية: Ousseina D. Alidou)‏ (من مواليد 1963) وهي عالمة أفريقية متخصصة في دراسة النساء المسلمات في أفريقيا.

## التخصص والخلفية الأكاديمية
تعمل أوسينا أليدو أستاذة في قسم الدراسات الأمريكية الأفريقية بجامعة روتجرز. كانت عضوة في لجنة الحرية الأكاديمية في إفريقيا وشاركت في تحرير كتاب: «ألف زهرة» لعام (2000).
سافرت إلى الولايات المتحدة من النيجر في عام 1988 لمتابعة دراستها. حصلت على الدكتوراه في لسانيات نظرية من جامعة إنديانا بلومنجتون.
كانت شقيقتها التوأم "حسانا أليدو سفيرة النيجر في الولايات المتحدة منذ فبراير 2015.

## جوائز
- زمالة مجلس أمناء جامعة روتجرز للتميز العلمي (2006).[7]
- جائزة أيدو - سنايدر للكتاب، تجمع النساء في رابطة الدراسات الأفريقية لإشراك الحداثة (2007).[10][11]
- جائزة الخريجين المتميزين لعام 2010 لمعهد إفريقيا-أمريكا.[7]

## من منشوراتها
- ألف زهرة: الصراعات الاجتماعية ضد التكيف الهيكلي في الجامعات الإفريقية، شاركت في تحريرها مع سيلفيا فيديريسي وجورج كافنتزيس.
- إشراك الحداثة: المرأة المسلمة وسياسة الوكالة في النيجر في وقت ما بعد الاستعمار (ماديسون: مطبعة جامعة ويسكونسن، 2005)
- النساء المسلمات في كينيا - بعد الكولونيالية: القيادة والتمثيل والتغيير الاجتماعي (ماديسون: مطبعة جامعة ويسكونسن، 2013)